# CNN Philippines
CNN Philippines – filipińska stacja telewizyjna o charakterze informacyjnym. Została uruchomiona w 2015 roku. 
Portal internetowy CNN Philippines funkcjonuje od 2014 roku. 
Kanał został zamknięty 31 stycznia 2024 roku ze względu na straty finansowe. Został on zastąpiony przez RPTV.